# Minzac
Minzac település Franciaországban, Dordogne megyében. Lakosainak száma 495 fő (2022. január 1.). Minzac Gours, Montpeyroux, Moulin-Neuf, Francs, Puynormand, Les Salles-de-Castillon és Villefranche-de-Lonchat községekkel határos.

## Népesség
A település népességének változása:
| Lakosok száma | 440  | 318  | 303  | 412  | 454  | 456  | 458  | 468  | 477  | 495  |
|               | 1968 | 1982 | 1990 | 2006 | 2013 | 2015 | 2017 | 2019 | 2020 | 2022 |